# Joint Vision 2010

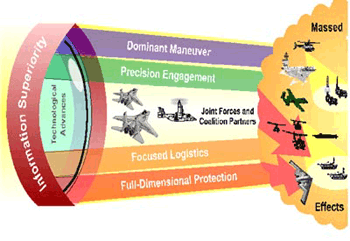
Schematische Erläuterung der Joint Vision 2010-Doktrin

Joint Vision 2010 (zu dt. ungefähr: „Perspektive für eine streitkräfteübergreifende Gefechtsführung im Jahre 2010“), abgekürzt JV 2010 oder Vision 2010, ist ein Strategiepapier des Generalstabs der Vereinigten Staaten, welches im Jahre 1996 von John Shalikashvili, dessen damaligem Vorsitzenden, veröffentlicht wurde. Es zählt zu den herausragenden Strategiedokumenten der jüngsten Geschichte der Streitkräfte der Vereinigten Staaten, da die darin enthaltenen Ideen ihre größte Restrukturierung zum Gefecht der verbundenen Waffen hin auslösten. Joint Vision 2010 wurde von Joint Vision 2020 abgelöst.

## Inhalt
Die Hauptaspekte der JV-Doktrin sind im typischen Duktus der amerikanischen Verteidigungspolitik gehalten, sodass ihre wesentlichen Inhalte in terminologische Schlagworte gefasst sind.
Ziel der Joint Vision 2010 ist die „Full-spectrum dominance“ der US-Streitkräfte, die vollständige Dominanz des Militärs auf breiter Ebene in allen für die moderne Gefechtsführung relevante Gebieten. Hierzu ist die Verwirklichung von vier Leitlinien notwendig.

### Dominant maneuver
Der Begriff „Dominant maneuver“ („ständige Überlegenheit im Manöver“) beinhaltet eine möglichst breite Anwendung von Informationen, Einsatzbereitschaft und Mobilität, also eine Streitmacht, die gut ausgebildet, ausgestattet und über das Schlachtfeld im Bilde ist. Diese ideale Streitmacht soll aus der strategischen Initiative heraus dem Gegner, vor allem dessen neuralgischen Punkten (Center of gravity) so starken strategischen Schaden zufügen, dass dieser entweder sofort den Widerstand aufgibt oder die Offensive nicht mehr erringen kann. Dabei müssen die Vorteile, über die das Militär verfügt, effektiv eingesetzt werden.
Bei Veröffentlichung von JV 2010 stellte dieser Punkt trotz der waffentechnischen Überlegenheit der USA eine gewaltige Herausforderung an die Streitkräfte dar, da sie implizierte, dass Verbände möglichst zeitnah als Reaktionsstreitkraft verlegt werden können, obwohl bis dato die möglichst starke Massierung von militärischen Potenzial Usus war. Vor diesem Hintergrund war auch die Forderung, Spuren der eigenen Operationen zu verwischen, um nicht vom Feind aufgespürt zu werden, kaum zu erfüllen.

### Precision engagement
„Precision engagement“ („präziser Kampfeinsatz“) umfasst vor allem eine erhöhte Reaktionsgeschwindigkeit auf dem Schlachtfeld, die möglichst in Echtzeit stattfinden soll. Eine verstärkte Kooperation der Streitkräfte untereinander soll ebenfalls die potenzielle Einsatzbereitschaft aller Einheiten gegen jedes militärisch relevante Ziel auf der Welt ermöglichen. Von großer Bedeutung sollte auch der Einsatz entsprechender Waffentechnologien sein.
Hintergrund dieser Forderung ist der Fortschritt in der Informationstechnologie, die dem Cyberwar, also der elektronischen Kampfführung immer stärkeres Gewicht zukommen ließ. Darüber hinaus hatten die Streitkräfte der USA als Gesamtes an hinderlichen Rivalitäten zwischen den Teilstreitkräften gekrankt, die das Goldwater-Nichols-Gesetz zwar nur strukturell lindern, aber nicht mental beenden konnte.

### Full-dimensional protection
Die „Full-dimensional protection“  bedeutet den „vollwertigen Schutz“ aller Soldaten und Standorte des Militärs auf dem gesamten Erdball, die das ungestörte Operieren der Armee gewährleisten soll. Bedingung hierfür ist ein erhöhter Datendurchsatz für eine möglichst breite und flüssige Kommunikation aller Knotenpunkte und die Anwendung aller verfügbaren aktiven und passiven Abwehrmaßnahmen. Beispielsweise empfiehlt Joint Vision 2010 die Verwirklichung einer „[weltweiten] Raketenabwehrarchitektur“.

### Focused logistics
„Focussed logistics“ („bedarfsorientierte Logistik“) bedeutet den Bedarf der Verbände im Einsatz ständig zu prüfen und nach Bedarf zu decken. Diese Anwendung der Just-in-time-Produktion auf militärische Belange bedeutet einen höheren Aufwand, bereinigt aber mehrere Nachteile: Die Notwendigkeit, gewaltige Nachschublager betreiben, Standortprioritäten eingehen und Operationsgeschwindigkeiten (OP-Tempo) koordinieren zu müssen, entfällt.

## Auswirkungen
Für den endgültigen verteidigungspolitischen Erfolg des Dokumentes, der vor allem in der Überwindung des starken Widerstands aus dem Militär lag, bedurfte es einiger Konkretisierungen. Der Präsident der Vereinigten Staaten zur Zeit der Veröffentlichung von JV 2010, Bill Clinton, verfügte weder über den politischen Willen noch über ausreichende Unterstützung, um nach diversen Militärreformen wie dem gelockerten Umgang mit Homosexuellen, die in JV 2010 enthaltenen Vorschläge umzusetzen. Die Führung des Heeres sah sich beispielsweise gegenüber den anderen Teilstreitkräften benachteiligt und setzte der Joint Vision das Konzept von Boots on the Ground („Stiefel [metaphorisch für Soldaten] am Boden“) entgegen, welches die Bedeutung der Infanterie hervorhob.
George W. Bush versprach bereits als Präsidentschaftskandidat im Wahlkampf 1999, dass er von der vielzitierten „Revolution in der Verteidigungspolitik“ überzeugt sei und deren Umsetzung als Präsident forcieren werde. Unter der Ägide seines ersten Verteidigungsministers, Donald Rumsfeld, löste er dieses Versprechen ein und erweiterte Joint Vision 2010 zur Joint Vision 2020, die noch im Jahre 2000 veröffentlicht wurde.
Infolge der Joint Vision 2010 entwickelten die einzelnen Teilstreitkräfte spezifische Vision-Doktrinen. Die bekannteste ist die Ausarbeitung des Heeres unter dem Namen Army Vision 2010.
Zunächst erwies sich die neue Kriegsführung als durchschlagender Erfolg, die Rumsfelds Autorität den Militärs gegenüber stärkte. Seine Weigerung, die Army zu vergrößern, die angesichts des Verlaufs der Besetzung des Irak 2003–2011 wieder Boots on the Ground propagierte, war ein sekundärer Grund für seine Entlassung im Dezember 2006.